# Universitat Furman
La Universitat Furman és una universitat privada d'arts liberals a Greenville, Carolina del Sud. Fundada el 1826 i porta el nom del pastor baptista Richard Furman. És la institució privada d'ensenyament superior més antiga de Carolina del Sud. Es va convertir en una universitat laica l'any 1992, mantenint Christo et Doctrinae (Per Crist i l'aprenentatge) com a lema. A la tardor de 2021, matricula aproximadament 2.300 estudiants de grau i 150 estudiants de postgrau al seu campus de 750 acres (304 ha)